# Audrey C. Delsanti
Audrey C. Delsanti (francès: Audrey Delsanti)  (27 d'agost de 1976) és una astronoma francesa, docent a la Universitat d'Ais-Marsella.
Va co-descobrir diversos objectes transneptunians, incloent (40314) 1999 KR 16 (el 1999 mentre treballava a l'Observatori La Silla de Xile i pel qual el Minor Planet Center la cita erròniament com «A. Dalsanti»), 2001 DB 106 , (123509) 2000 WK183 i 2001 HA 59.
L'any 2003 va defensar una tesi titulada Les objets trans-neptuniens: détection et caractérisation physique (Objectes transneptunians: detecció i caracterització física) a la Universitat de la Sorbona (FSI).
El 2004, va obtenir un contracte postdoctoral de la NASA en astrobiologia a l'Institut d'Astronomia de la Universitat de Hawaii a Honolulu.
Des del 2014, Audrey Delsanti és professora a la Universitat d'Ais-Marsella i investigadora del Laboratori d'Astrofísica de Marsella (LAM), a l'equip «Groupe systèmes planétaires» (Grup de Sistemes Planetaris).

## Planetes menors descoberts
| (40314) 1999 KR 16                                                                   | 16 de maig de 1999     | MPC [1]   |
| (123509) 2000 WK 183                                                                 | 26 de novembre de 2000 | MPC 1 [2] |
| 2001 DB 106                                                                          | 28 de febrer de 2001   | MPC [1]   |
| 2001 HA 59                                                                           | 28 d'abril de 2001     | MPC [1]   |
| 1 Descobert junt amb Olivier H Hainaut. 2 Descobert junt amb Catherine E. Delahodde. |                        |           |